# 2008-as junior atlétikai világbajnokság
A 2008-as junior atlétikai világbajnokság volt a tizenkettedik junior vb. 2008. július 8-tól július 13-ig rendezték a lengyelországi Bydgoszczban.

## Eredmények

### Férfiak
| Versenyszám        | Arany                                                                | Arany       | Ezüst                                                              | Ezüst       | Bronz                                                                          | Bronz       |
| ------------------ | -------------------------------------------------------------------- | ----------- | ------------------------------------------------------------------ | ----------- | ------------------------------------------------------------------------------ | ----------- |
| 100 m              | Dexter Lee · JAM                                                     | 10.40       | Wilhelm van der Vyver · RSA                                        | 10.42       | Terrell Wilks · USA                                                            | 10.45       |
| 200 m              | Christophe Lemaitre · FRA                                            | 20.83 PB    | Nickel Ashmeade · JAM                                              | 20.84       | Robert Hering · GER                                                            | 20.96       |
| 400 m              | Marcus Boyd · USA                                                    | 45.53 WJL   | Kirani James · GRN                                                 | 45.70 NJ    | O'Neal Wilder · USA                                                            | 45.76       |
| 800 m              | Abubaker Kaki Khamis · SUD                                           | 1:45.60     | Geoffrey Kibet · KEN                                               | 1:46.23 PB  | André Olivier · RSA                                                            | 1:47.57     |
| 1500 m             | Imad Touil · ALG                                                     | 3:47.40     | James Kiplagat Magut · KEN                                         | 3:47.51     | Demma Daba · ETH                                                               | 3:47.65     |
| 5000 m             | Abreham Cherkos Feleke · ETH                                         | 13:08.57 CR | Mathew Kipkoech Kisorio · KEN                                      | 13:11.57 PB | Dejen Gebremeskel · ETH                                                        | 13:11.97    |
| 10 000 m           | Josphat Kipkoech Bett · KEN                                          | 27:30.85 CR | Titus Kipjumba Mbishei · KEN                                       | 27:31.65 PB | Ibrahim Jeilan · ETH                                                           | 28:07.98    |
| 110 m gát          | Konstantin Shabanov · RUS                                            | 13.27 WJL   | Booker Nunley · USA                                                | 13.45       | Keiron Stewart · JAM                                                           | 13.51       |
| 400 m gát          | Jeshua Anderson · USA                                                | 48.68 PB    | Johnny Dutch · USA                                                 | 49.25       | Amaurys R. Valle · CUB                                                         | 49.56 NJ    |
| 3000 m akadály     | Jonathan Muia Ndiku · KEN                                            | 8:17.28 PB  | Benjamin Kiplagat · UGA                                            | 8:19.24     | Patrick Kipyegon Terer · KEN                                                   | 8:25.14 PB  |
| 10 000 m gyaloglás | Stanislav Emelyanov · RUS                                            | 39:35.01 CR | Chen Ding · CHN                                                    | 39:47.20 AJ | Lluís Torlá · ESP                                                              | 40:29.57 PB |
| 4 × 100 m váltó    | USA · Dante Sales · Antonio Sales · Marquise Goodwin · Terrell Wilks | 38.98 WJL   | JAM · Oshane Bailey · Dexter Lee · Nickel Ashmeade · Yohan Blake   | 39.25 SB    | RSA · Johannes Mosala · Roscoe Engel · Patrick Vosloo · Wilhelm van der Vyver  | 39.70       |
| 4 × 400 m váltó    | USA · Marcus Boyd · Bryan Miller · O'Neal Wilder · Jeshua Anderson   | 3:03.86 WJL | GBR · Louis Persent · Robert Davis · Nigel Levine · Jordan McGrath | 3:05.82 SB  | GER · Niklas Zender · Alexander Juretzko · Marc-John Dombrowski · Pascal Nabow | 3:06.47 SB  |
| magasugrás         | Bohdan Bondarenko · UKR                                              | 2.26 WJL    | Sylwester Bednarek · POL                                           | 2.24 SB     | Miguel Ángel Sancho · ESP                                                      | 2.21        |
| rúdugrás           | Raphael Holzdeppe · GER                                              | 5.50        | Paweł Wojciechowski · POL                                          | 5.40 PB     | Karsten Dilla · GER                                                            | 5.30        |
| távolugrás         | Marquise Goodwin · USA                                               | 7.74 PB     | Dzmitry Astrouski · BLR                                            | 7.64        | Eusebio Cáceres · ESP                                                          | 7.59        |
| hármasugrás        | Teddy Tamgho · FRA                                                   | 17.33       | Osviel Hernández · CUB                                             | 16.90       | Mohamed Yusuf Salman · BHR                                                     | 16.59       |
| súlylökés          | David Storl · GER                                                    | 21.08 WJL   | Aleksandr Bulanov · RUS                                            | 20.14       | Marin Premeru · CRO                                                            | 19.93 PB    |
| diszkoszvetés      | Gordon Wolf · GER                                                    | 62.00 PB    | Marin Premeru · CRO                                                | 61.85       | Mykyta Nesterenko · UKR                                                        | 61.01       |
| gerelyhajítás      | Robert Szpak · POL                                                   | 78.01 WJL   | Ihab Al Sayed Abdelrahman · EGY                                    | 76.20 NJ    | Ansis Bruns · LAT                                                              | 75.31 PB    |
| kalapácsvetés      | Walter Henning · USA                                                 | 76.92 AJ    | Conor McCullough · USA                                             | 75.88 PB    | Aleh Dubitski · BLR                                                            | 75.42       |
| tízpróba           | Jan Felix Knobel · GER                                               | 7896 WJL    | Eduard Mihan · BLR                                                 | 7894 NJ     | Mihail Dudaš · SRB                                                             | 7663 NJ     |

### Nők
| Versenyszám        | Arany                                                                     | Arany       | Ezüst                                                                        | Ezüst       | Bronz                                                                          | Bronz       |
| ------------------ | ------------------------------------------------------------------------- | ----------- | ---------------------------------------------------------------------------- | ----------- | ------------------------------------------------------------------------------ | ----------- |
| 100 m              | Jeneba Tarmoh · USA                                                       | 11.37       | Ashlee Nelson · GBR                                                          | 11.49       | Sheniqua Ferguson · BAH                                                        | 11.52       |
| 200 m              | Sheniqua Ferguson · BAH                                                   | 23.24       | Meritzer Williams · SKN                                                      | 23.40       | Janelle Redhead · GRN                                                          | 23.52       |
| 400 m              | Folashade Abugan · NGR                                                    | 51.84       | Jessica Beard · USA                                                          | 52.09       | Susana A. Clement · CUB                                                        | 52.36       |
| 800 m              | Elena Mirela Lavric · ROM                                                 | 2:00.06 CR  | Merve Aydin · TUR                                                            | 2:00.92 NJ  | Machteld Anna Mulder · NED                                                     | 2:02.05 PB  |
| 1500 m             | Stephanie Twell · GBR                                                     | 4:15.09     | Kalkidan Gezahegne · ETH                                                     | 4:16.58     | Emma Pallant · GBR                                                             | 4:17.06     |
| 3000 m             | Mercy Cherono · KEN                                                       | 8:58.07 SB  | Bizunesh Urgesa · ETH                                                        | 8:58.90     | Frethiwat Goshu · ETH                                                          | 9:03.76 PB  |
| 5000 m             | Sule Utura · ETH                                                          | 16:15.59    | Genzebe Dibaba · ETH                                                         | 16:16.75    | Nelly Chebet · KEN                                                             | 16:17.96    |
| 3000 m akadály     | Christine Kambua Muyanga · KEN                                            | 9:31.35 CR  | Elizabeth Mueni · KEN                                                        | 9:36.50 PB  | Korahubish Itaa · ETH                                                          | 9:37.81 NJ  |
| 100 m gát          | Teona Rodgers · USA                                                       | 13.40       | Shermaine Williams · JAM                                                     | 13.48       | Belkis Milanés · CUB                                                           | 13.49       |
| 400 m gát          | Takecia Jameson · USA                                                     | 56.29 WJL   | Janeil Bellille · TRI                                                        | 56.84 NJ    | Meghan Beesley · GBR                                                           | 57.08 PB    |
| 10 000 m gyaloglás | Tatyana Mineeva · RUS                                                     | 43:24.72 CR | Elmira Alembekova · RUS                                                      | 43:45.16 PB | Li Yanfei · CHN                                                                | 44:24.10 PB |
| 4 × 100 m váltó    | USA · Jeneba Tarmoh · Shayla Mahan · Gabrielle Glenn · Tiffany Townsend   | 43.66 WJL   | JAM · Shawna Anderson · Kaycea Jones · Gayon Evans · Jura Levy               | 43.98 SB    | BRA · Barbara de Oliveira · Bárbara Leoncio · Luana Correa · Rosângela Santos  | 44.61       |
| 4 × 400 m váltó    | USA · Lanie Whittaker · Jessica Beard · Erica Alexander · Takecia Jameson | 3:30.19     | UKR · Olha Zemlyak · Yuliya Krasnoshchok · Hanna Yaroshchuk · Yuliya Baraley | 3:34.20 NJ  | AUS · Brittney McGlone · Trychelle Kingdom · Olivia Tauro · Angeline Blackburn | 3:34.23 SB  |
| magasugrás         | Kimberly Jess · GER                                                       | 1.86        | Mirela Demireva · BUL                                                        | 1.86 SB     | Lesyani Mayor · CUB · Hannelore Desmet · BEL                                   | 1.86 PB     |
| rúdugrás           | Valeriya Volik · RUS                                                      | 4.40 CR     | Ekaterina Kolesova · RUS                                                     | 4.40 CR     | Ekateríni Stefanídi · GRE                                                      | 4.25 SB     |
| távolugrás         | Ivana Španović · SRB                                                      | 6.61        | Nastassia Mironchyk · BLR                                                    | 6.46        | Dailenys Alcántara · CUB                                                       | 6.41 PB     |
| hármasugrás        | Dailenys Alcántara · CUB                                                  | 14.25 WJL   | Josleidy Ribalta · CUB                                                       | 13.85       | Paraskeví Papahrístou · GRE                                                    | 13.74       |
| súlylökés          | Natalia Ducó · CHI                                                        | 17.23       | Melissa Boekelman · NED                                                      | 16.60       | Ma Qiao · CHN                                                                  | 16.55 SB    |
| diszkoszvetés      | Shangxue Xi · CHN                                                         | 54.96 SB    | Julia Fischer · GER                                                          | 54.69       | Sandra Perkovic · CRO                                                          | 54.24       |
| gerelyhajítás      | Vira Rebryk · UKR                                                         | 63.01 WJ    | Li Lingwei · CHN                                                             | 59.25 PB    | Tatjana Jelaca · SRB                                                           | 58.77 NJ    |
| kalapácsvetés      | Bianca Perie · ROM                                                        | 67.95 CR    | Katerina Šafránková · CZE                                                    | 63.13       | Ozorai Jenny · HUN                                                             | 60.80       |
| hétpróba           | Carolin Schäfer · GER                                                     | 5833 PB     | Yana Maksimava · BLR                                                         | 5766        | Grit Šadeiko · EST                                                             | 5765 PB     |